# Issikiella araguaiensis
Issikiella araguaiensis är en näbbsländeart som beskrevs av Penny och Arias 1983. Issikiella araguaiensis ingår i släktet Issikiella och familjen styltsländor. Inga underarter finns listade i Catalogue of Life.